# Johannes Runge

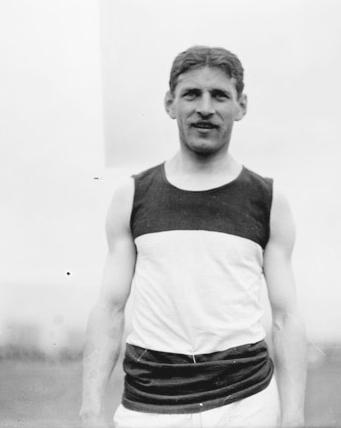
Johannes Runge bei den Olympischen Spielen 1904

Johannes Runge (* 24. Januar 1878 in Braunschweig; † 12. November 1949 in Bad Harzburg) war ein deutscher Leichtathlet, Olympionike und Sportfunktionär. Er war zu Beginn des 20. Jahrhunderts der erste bedeutende deutsche Mittelstreckenläufer und startete auch im Weitsprung, Dreisprung und Stabhochsprung.
Er war Mitglied, und von 1903 bis 1914 Vorsitzender, des FC Eintracht Braunschweig. Im Jahr 1906 beendete er seine Karriere und wurde Sportfunktionär. Er war auch als Fußballschiedsrichter tätig und schrieb mehrere Leichtathletik-Lehrbücher. Er starb 1949 am Tag der Neugründung des Deutschen Leichtathletik-Verbandes an einem Herzinfarkt.

## Sportlerlaufbahn
Johannes Runge war ab 1895 zunächst Fußballspieler. 1896 erzielte er mit 4:32,4 min die erste registrierte deutsche Bestleistung im 1500-Meter-Lauf. Als frühe Leistungen sind auch seine 3,20 m im Stabhochsprung von 1897 (Braunschweig) und die 12,17 m im Dreisprung 1898 (Berlin; erster Deutscher über 12 Meter) registriert. Bis 1906 stellte er insgesamt 12 deutsche Rekorde auf.
- II. Olympische Sommerspiele 1900 in Paris: Dem Pädagogik-Studenten Johannes Runge wurde die Starterlaubnis verweigert, da er sich gerade im Examen befand.
- Bei den am 24. Juli 1904 in Hannover ausgetragenen „Sichtungswettkämpfen“ für die Teilnahme an den Olympischen Spielen gewann Johannes Runge drei Wettkämpfe:
  - 400 m in 53,0 s (deutscher Rekord)
  - 800 m in 1:59,4 min (deutscher Rekord und erster deutscher Läufer unter 2 Minuten)
  - Weitsprung mit 6,23 m

Im Dreisprung wurde er mit 12,44 m Zweiter.
- III. Olympische Sommerspiele 1904 in St. Louis: Johannes Runge und Paul Weinstein waren die einzigen für Deutschland startenden Leichtathleten. Als Lehrer und damit als Beamter hatte Runge die Bitte um Starterlaubnis hinausgezögert, bis sich das Schiff in Richtung New York auf hoher See befand; er erhielt deswegen einen strengen Verweis wegen eigenmächtigen Verlassens des Diensts. Er wurde jeweils Fünfter im 800-Meter-Lauf (1:57,1 min, geschätzt) und 1500-Meter-Lauf (Zeit wurde nicht ermittelt).
- Er nahm auch an den Olympischen Zwischenspielen 1906 in Athen teil. Über 800 m gab er im Vorlauf auf, im Weitsprung belegte er mit 5,90 m Platz 12.

Das Athletik-Jahrbuch 1909 berichtet über ihn: Es dürfte kaum einen zweiten deutschen Athleten geben, der von Anbeginn des Aufblühens unserer Sportart eine ähnliche Rolle gespielt hat, wie Johannes Runge. Weit über ein Jahrzehnt hat er über die Laufstrecken von 400 bis 1500 Meter eine unbedingte Herrschaft innegehabt. Während seiner 14-jährigen Laufbahn wurde er nur einmal in einem 400-Meter-Rennen geschlagen.

## Tätigkeit als Funktionär
Nach Beendigung seiner sportlichen Laufbahn wurde Johannes Runge Funktionär in der Deutschen Sportbehörde für Athletik (DSBfA), dem Vorläufer des Deutschen Leichtathletik-Verbandes (DLV), und zwar ab 1906 als Beisitzer, ab 1910 als stellvertretender Vorsitzender und ab 16. Februar 1913 als Vorsitzender. 1904 wurde Runge Vorsitzender im Fußballbund für das Herzogtum Braunschweig, von 1909 bis 1918 fungierte er auch als stellvertretender Vorsitzender im Norddeutschen Fußball-Verband (NFV).
Ab 1919 war Runge als Ministerialbeamter für die Sportausbildung in der Reichswehr verantwortlich. Im Jahr 1913 schrieb er zusammen mit Eugen Wagener (Sportjournalist und Sportwart der DSBfA, 1881–1965) die erste deutsche Meisterschaft im Waldlauf aus. Als Ministerialbeamter baute er ab 1919 den Sport in der deutschen Wehrmacht auf. Ende 1919 legte er seine Ehrenämter nieder, da ein Alliierter Erlass Berufssoldaten Ämter im Sport untersagte. 1923 war er Studienrat und ab 1934 Oberregierungsrat im Reichswehrministerium. Er wurde Herausgeber wehrsportlicher Schriften. Er setzte sich aktiv für die Volkssportschulen ein, um den Wehrsportgedanken in der deutschen Bevölkerung zu verbreiten.
1914 übernahm er den Vorsitz des IAAF-Ausschusses für Wettkampf- und Amateurbestimmungen, nachdem er auf dem zweiten IAAF-Kongress 1913 in Berlin bereits zum Vorsitzenden im Ausschuss zur Vorbereitung der Amateurbestimmungen gewählt worden war. Sein besonderes Anliegen war die Förderung des Frauensports. Im Jahr 1919 forderte er die Sportvereine auf, Abteilungen für Frauen-Leichtathletik ins Leben zu rufen.
Bereits zum 1. September 1932 trat er der NSDAP bei (Mitgliedsnummer 1.299.951).
Für seine Verdienste um den Sport in Niedersachsen wurde er sowohl als Sportler als auch als Sportfunktionär in die Ehrengalerie des niedersächsischen Sports des Niedersächsischen Instituts für Sportgeschichte aufgenommen.

## Veröffentlichungen
- Johannes Runge: Leicht-Athletik. Training, Technik und Taktik des Laufens und Springens. 1908
- Johannes Runge: Jugendkompagnien und Wehrturnen. Leipzig 1918
- Hermann Nitschmann, Johannes Runge: Wie übe ich Lauf, Sprung, Wurf?: Die Geh- und Laufschule. Berlin 1919
- Johannes Runge:  Deutscher Sport. Berlin 1934